# Ku (proteína)
Ku es una proteína que se une a terminaciones quebradas de ADN de doble hebra y es necesaria para la ruta de reparación del ADN por recombinación no homóloga (NHEJ). Ku se encuentra evolutivamente conservada desde las bacterias hasta los humanos. La proteína Ku ancestral conservada en bacterias es una homodímero (dos copias de la misma proteína unidas entre sí).  Las Ku eucarióticas son un heterodímero de dos polipéptidos, Ku70 y Ku80, llamada así porque el peso molecular de las proteínas Ku humanas es de alrededor de 70 kDa y 80 kDa. Las dos subunidades Ku forman una estructura similar a una canasta que se une al extremo del ADN. Una vez unidos, Ku pueden deslizarse hacia abajo en la hebra de ADN, lo que permite a otras moléculas de Ku unirse al extremo libre. En eucariotas superiores, Ku forma un complejo con la subunidad catalítica de las proteínas quinasa dependiente de ADN (ADN-PKcs) para formar la quinasa dependiente de ADN (ADN-PK).
Se cree que Ku funciona como un andamio molecular al cual otras proteínas que participan en NHEJ pueden unirse.
Ambas subunidades del Ku han sido experimentadas en ratones knock out. Estos ratones muestran inestabilidad cromosómica, lo que indica que NHEJ es importante para el mantenimiento del genoma. En muchos organismos, Ku tiene funciones adicionales en los telómeros, además de su papel en la reparación del ADN.